# Julemandshæren
Julemandshæren er betegnelsen for et optog og aktioner af 100 personer udklædt som julemænd i 1974. Optoget blev etableret af teatergruppen Solvognen og varede ca. otte dage.
I 1975 blev Julemandshæren filmatiseret i dokumentarfilmen Dejlig er den himmel blå. I 2006 blev Julemandshæren optaget i Kulturministeriets Kulturkanon. Julemandshæren har også ledt til andre aktioner af samme art såsom ved kunstgruppen DE FEMTEN i 2018.

## Aktioner
- Lørdag den 21. december var julemandshæren ved arbejdsretten hvor der var forsøg på at rive bygningen ned med hakker, trykluftsbor og andet værktøj. Politiet afsluttede aktionen kort efter.
- Søndag den 22. december tog ca. 48 mænd fra julemandshæren ind i Magasin i København og delte ud af medbragte boggaver af bogen Historiebogen. Julemandshæren begyndt også at dele ud af stormagasinets inventar til kunder. Politiet stoppede aktionen og arresterede julemandshærens deltagere[2].
- Mandag den 23. december tog en gruppe fra julemandshæren hen i en af Københavns banker og bad om et rente- og afdragsfrit lån på 50 millioner kroner. Politiet blev tilkaldt og afsluttede aktionen.